# Melchior Heger
Melchior Heger (né en 1522 à Brüx, en royaume de Bohême et mort en 1568), est Thomaskantor à Leipzig de 1553 à 1564.
Melchior Heger étudie la musique à Leipzig à partir de 1542. Simultanément à la création d'un nouveau bâtiment d'enseignement, il devient maître de chapelle en 1553, poste qu'il occupe jusqu'en 1564.